# Илиева, Жанета
Жанета Тошева Илиева (болг. Жанета Тошева Илиева; родилась 3 октября 1984 года в Велико Тырново) — бывшая болгарская спортсменка по художественной гимнастике. Член болгарской сборной команды по художественной гимнастике на Чемпионате Мира. Завоевала серебряную медаль в групповом многоборье в 2003 году. В следующем году на летних Олимпийских играх 2004 года в Афинах участие Илиевой помогло её команде претендовать на бронзовую медаль в той же программе.

## Карьера

### 2000—2003
Дебют Илиевой в гимнастике состоялся в 1999 году. В составе болгарской женской сборной команды по художественной гимнастике на летних Олимпийских играх 2000 года в Сиднее она заняла седьмое место в турнире по групповому многоборью с общим счетом 38.432.
На Чемпионате мира по художественной гимнастике в 2002 году в Новом Орлеане, штат Луизиана, США, Илиева и её команда заняла четвёртое место в той же программе с 47.050 очками.
В следующем году на чемпионате мира по художественной гимнастике в Будапеште, Венгрия, Илиева имела второй результат в соревнованиях с лентами, обручами и мячами, получила серебряную медаль в групповом многоборье (50.175 очков).

### Летние Олимпийские Игры 2004
На летних Олимпийских играх 2004 года в Афинах Илиева выступила за болгарскую команду по художественной гимнастике в командном групповом многоборье. В состав команды входили Элеонора Кехова, Зорница Маринова, Кристина Рангелова и сестры-близнецы Галины и Владислава Таневы. Выступление Илиевой помогло завоевать команде бронзовую медаль с 48.600 очками.

## Жизнь после гимнастики
Вскоре после Олимпиады Илиева объявила о своем уходе из художественной гимнастики. Она работала в области спортивной журналистики, потом — тренером сборной команды Болгарии по гимнастике.